# 128439 Chriswaters
128439 Chriswaters è un asteroide della fascia principale. Scoperto nel 2004, presenta un'orbita caratterizzata da un semiasse maggiore pari a 2,3064455 UA e da un'eccentricità di 0,1663172, inclinata di 5,63988° rispetto all'eclittica.